# Reisenbach (Mudau)
Reisenbach ist ein Ortsteil der Gemeinde Mudau und mit 536 m ü. NN die höchstgelegene Ortschaft im Neckar-Odenwald-Kreis in Baden-Württemberg. Bekannt ist der Ort durch den Fernmeldeturm Reisenbach, der zu seinem Wahrzeichen geworden ist. Zu Reisenbach gehört der Weiler Reisenbacher Grund.

## Geographische Lage
Reisenbach liegt 7,5 km südwestlich des Hauptortes Mudau im südöstlichen Teil des Odenwalds in dessen Buntsandstein-Gebiet auf dem Winterhauch, einer langgezogenen Hochfläche, die 700 m nordwestlich der Ortsmitte mit dem Hart (581 m ü. NN) ihren dritthöchsten Berg aufweist. Die Gemarkung schließt den Reisenberg (567,8 m) im Osten und den Salzlackenkopf (576,1 m) im Westen mit ein. Der höchste Berg des Odenwalds, der Katzenbuckel (626,8 m) erhebt sich 7 km südwestlich von Reisenbach am Horizont. Der Ort liegt im Quellgebiet eines Astes des Reisenbachs, der sich gleich nach Verlassen der Ortslage nach Süden tief in die Sandsteinformationen des Odenwalds einkerbt und sich nach einem Talweg von 1,8 km am zugehörigen Weiler Reisenbacher Grund (360 m) mit den anderen Quellbächen vereinigt. Die südliche Gemarkungsgrenze von Reisenbach folgt dem Lauf des Reisenbachs für weitere 1,8 km bis zum mit 251 m ü. NN tiefsten Punkt der Gemarkung und auch des Gemeindegebiets von Mudau. Im Nordnordwesten fällt die Hochfläche in den Talkessel des Galmbachs ab, im Nordosten liegt, jenseits eines Höckers und der Gemarkungsgrenze, die Quelle der Elz.

## Geschichte
Das Bestehen des Dorfes Rysenbuch lässt sich bis 1292 urkundlich zurückverfolgen. Es wurde nach 1050 als Rodungssiedlung der Abtei Amorbach von dem Fronhof Mudau aus mit etwa drei bis vier Huben angelegt.
Von 1318 bis 1803 hatte das Erzstift Mainz die Landesherrschaft über die Obere Cent Mudau und damit auch über Reisenbach inne. In der napoleonischen Zeit ging die Territorialherrschaft für drei Jahre an das Fürstentum Leiningen über, gefolgt 1806 vom Großherzogtum Baden.
1970 wurde ein Rest der aufgegebenen Wüstung Ferdinandsdorf zum unmittelbar angrenzenden Reisenbach umgemeindet.
Ab 1. Januar 1975 wurde die Gemeinde Reisenbach mit Mudau, Schlossau und Waldauerbach kraft Gesetzes zur neugegründeten Gemeinde Mudau zusammengeschlossen.

## Verkehr und Infrastruktur
Durch Reisenbach führt die Kreisstraße K 3921, die in dem östlich gelegenen Oberscheidental von der Landesstraße L 524 abzweigt, die über den Winterhauch den Kernort Mudau mit Eberbach verbindet. Nach Westen führt die K 3921 am Reisenbach entlang. Nach dem Übertritt in den Rhein-Neckar-Kreis trägt sie die Ordnungsnummer K 4114. Sie führt nordöstlich von Eberbach bei Antonslust im Ittertal zur L 2311.